# Shashmaqam
Lo shashmaqam è una sottospecie di maqam, ovvero una serie di norme che regolano le esibizioni musicali di molti paesi dell'Asia. Questo sottogenere è tipico dell'Uzbekistan e del Tagikistan e comprende 6 forme cicliche di composizioni. Da esse deriva il termine shashmaqam che significa appunto "6 maqam". Questa pratica interessa più di 250 strumenti musicali e opere sia vocali che strumentali.
Proclamato patrimonio immateriale dell'umanità nel 2003, lo shashmaqam è stato inserito nella lista rappresentativa dell'UNESCO nel 2008.

## Storia e descrizione
Lo shashmaqam nacque nell'area di Bukhara, città che inizialmente diede il nome a questa tradizione che era appunto nota con il nome di "ciclo di Bukhara". Si presume che le odierne forme modali dello shashmaqam risalgano al XVIII secolo, tuttavia le sue origini si collocano nell'antica età dell'oro della tradizione estetica e artistica dei popoli asiatici. Le prime forme di maqam vengono menzionate nei trattati del X e del XI secolo.
Un ensemble tradizionale che esegue lo shashmaqam impiega tipicamente due tanbur, un dutar, un ghijak, una daira e due o tre cantanti. Lo shashmaqam si suddivide in Buzruk, Rāst, Nawā, Dugāh, Segāh e Irāk. Tutti questi maqam si assomigliano per struttura interna e sono suddivisi in una parte strumentale e una vocale-strumentale, quest'ultima ben più ricca e sviluppata della prima. In passato erano attestati 12 tipi di maqam, tuttavia ad oggi sono sopravvissuti solo i suddetti sei.
Il Buzruk è caratterizzato da una musica eroica e maestosa, il Rāst viene descritto come una musica di lucentezza velata, come quella della verità, il Nawā esprime malincuore, languore, speranza e amore, il Dugāh ha uno stile gioioso, il Segāh è tipicamente drammatico e tragico, mentre l'Irāk assume un significato filosofico e ha una lunghezza ridotta rispetto agli altri maqam.
La parte strumentale dello shashmaqam consiste di opere cicliche autonome che fanno da preludio alla parte vocale-strumentale. Essa si divide in tasnif (composizione), tarzhe (ripetizione), gardun (cambi di destino), mukhammas (moltiplicati per 5) e sakil (pesante). Oltre a queste fasi, ogni maqam può averne altre diverse.

## Il significato filosofico dello shashmaqam
Lo shashmaqam intende regolare gli intervalli dell'inizio e della fine del tempo basandosi sull'osservazione del ritmo bio-cosmico. La sua ciclicità si ricongiunge ai periodici riti di rigenerazione del tempo. I tempi musicali non sono misurati con unità di misura definite (minuti, secondi), ma in base a una relativa percezione di occorrenze sonore. Il tempo è quindi misurato in base alla ripetizione ciclica di certi suoni che si ricongiungono al ciclo del cosmo.
Il continuo sviluppo delle forme dello shahshmaqam è dato dalla continua ricerca dei punti più elevati dello spazio sonico. Il raggiungimento dell'auj (il suono più alto di un'opera data) simboleggia il raggiungimento dei più alti piani cosmici, trascendendo dalle abitudini dell'essere umano. Le sei fasi dello shahshmaqam ripercorrono le sei fasi della via sufi.

## Altre forme
Lo shashmaqam è presente sotto altre forme anche in altri paesi, come alap in India, maqam nei paesi arabi, mugham in Turchia e dastgah in Iran.